# Digital Research
Digital Research, Inc. (также DR или DRI; изначально Intergalactic Digital Research) — компания, созданная американским учёным Гари Килдаллом для продвижения и разработки своей операционной системы CP/M и связанных с ней продуктов. Это была первая крупная софтверная компания на рынке микрокомпьютеров.
Операционные системы компании, начиная с CP/M для микрокомпьютеров на основе процессоров 8080/Z80, были стандартом де-факто той эпохи, так же как MS-DOS и MS Windows позже. Продукты DRI включали CP/M и её производные; DR-DOS — MS-DOS совместимую версию CP/M и MP/M — многопользовательскую CP/M. Первой 16-битной системой стала CP/M-86, проигравшая конкуренцию MS-DOS. За ними последовала Concurrent CP/M, однопользовательская версия многозадачной MP/M-86, имевшая «виртуальные консоли», из которых приложения запускались параллельно. Последующие версии этой системы, совместимые с приложениями под MS-DOS и файловой системой FAT, назывались Concurrent DOS, Concurrent DOS XM и Concurrent DOS 386.
Вскоре после создания Intel 80286 DRI представила радикально новую операционную систему реального времени, сначала названную DOS-286, а затем — FlexOS. Эта система использовала более широкую адресацию памяти в новом процессоре для создания гибкой многозадачной среды. Существовал набор API, каждый из которых имел синхронизированный и асинхронный варианты. Позднее эта система была заменена на IBM 4690 OS.
Digital Research была куплена Novell в 1991, в первую очередь для получения доступа к линейке операционных систем DRI.
DRI выпускала компиляторы и интерпретаторы для языков программирования, которые поддерживались на её операционных системах, включая Си, Паскаль, Кобол, Forth, PL/I, PL/M, BASIC и Лого. Также она создала графический стандарт GSX, который затем использовался в графической системе Graphical Environment Manager.